# The Last of Tha Pound
The Last of Tha Pound è un album di raccolta del gruppo hip hop statunitense Tha Dogg Pound, pubblicato nel 2004.

## Tracce
1. Don't Stop, Keep Goin (featuring Nas) – 5:04
2. It Ain't My Fault (Pussy-Eater Cum-Hand Marion) (featuring Bad Azz) – 3:45
3. What Tha People Say – 5:46
4. School Yard (D.P.G.C. High) – 3:14
5. Got to Get It Get It (featuring Foxy Brown) – 3:39
6. Some Likk Coochie & Some Likk Di*K – 3:24
7. Stories of Hoez We Know – 3:51
8. Jakkmove (featuring Outlawz) – 5:20
9. We R Them Dogg Pound Gangstaz – 2:45
10. Started – 5:32